# Ben Fayot
Ben Fayot (Ciutat de Luxemburg, 25 de juny de 1937) és un polític i historiador luxemburguès del Partit Socialista dels Treballadors (LSAP). Fayot va ser membre de la Cambra de Diputats durant cinc anys a partir de 1984. També va ser membre del Parlament Europeu des de 1989 fins a 1999, quan va tornar a tenir escó a la Cambra de Diputats. Des de 2004, ha estat el president del grup del LSAP a la Cambra de Diputats.
Fayot és, de professió, un historiador polític especialitzat en la història del socialisme a Luxemburg. També col·labora en del diari Tageblatt sobre els temes relacionats amb el socialisme.